# Émeutes de Jérusalem de 1920
Vous lisez un « article de qualité » labellisé en 2008.
Les émeutes de Jérusalem de 1920 (encore appelées émeutes de Nabi Moussa ou pogrom de Jérusalem) se produisent entre les dimanche 4 et mercredi 7 avril 1920 dans la vieille ville de Jérusalem.
Lors de la célébration de la fête religieuse musulmane de Nabi Moussa, la foule arabe poussée à la violence par plusieurs leaders nationalistes s'attaque à la population juive de la Vieille Ville. Les autorités militaires britanniques réagissent avec une certaine passivité. Les émeutes font une dizaine de morts et près de 250 blessés.
Ces émeutes constituent la première manifestation majeure de violence entre les communautés arabe et juive de Palestine dans le contexte du conflit nationaliste qui les oppose encore aujourd'hui. Elles poussent les Juifs à développer leur propre organisation de défense : la Haganah.
Une controverse existe quant au rôle possible que plusieurs hauts responsables militaires britanniques auraient joué dans l'organisation de ces émeutes dont le but était de soutenir le souverain hachémite Fayçal ibn Hussein à la veille de la conférence de San Remo qui devait débuter le 19 avril et où le sort de la région serait discuté.

## Contexte

### Conflit nationaliste

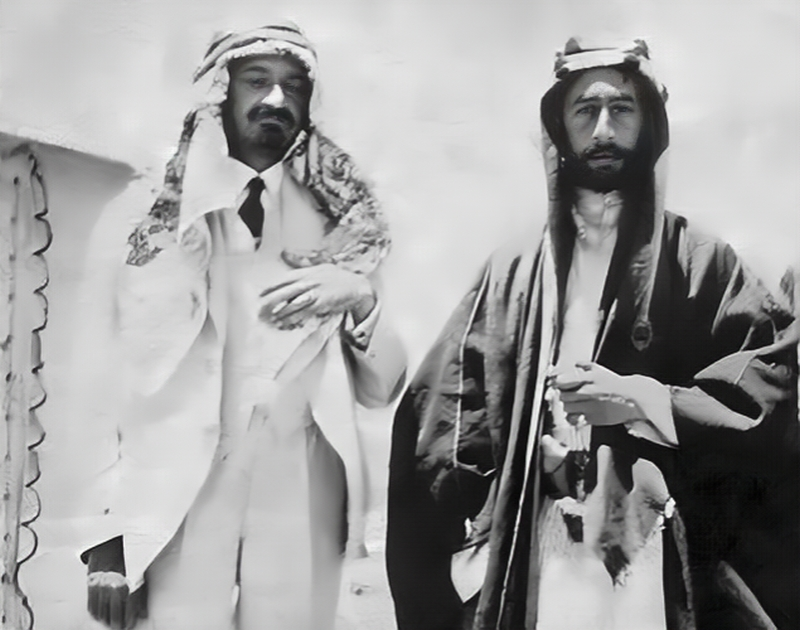
Chaim Weizmann et Fayçal ibn Hussein lors d'une rencontre en 1918.

Dès la fin du XIXe siècle, le mouvement sioniste milite pour la fondation d'un « foyer national juif », de préférence en Palestine qui est la région d'origine du peuple juif. En 1917, la Déclaration Balfour annonce le soutien britannique au projet tandis que le général Allenby conquiert la région. Avec l'accord du gouvernement britannique, une délégation officielle, la Commission sioniste, s'installe dans le pays et commence à y œuvrer pour l'établissement d'une administration sioniste fonctionnant en parallèle avec l'administration militaire britannique.
Les Arabes sont opposés au mouvement sioniste et développent leurs propres ambitions nationalistes. Avant 1920, elles sont principalement pan-arabes et prônent un rattachement de la Palestine à la nation arabe sous l'égide du roi Fayçal ibn Hussein qui a mené la Révolte arabe et conquis la Syrie. En octobre 1915, le Haut-Commissaire McMahon lui a promis l'indépendance en échange de son soutien dans la guerre contre les Ottomans. En Palestine, on compte ainsi une quarantaine d'associations arabes nationalistes qui réclament l'indépendance, sont opposées à l'établissement d'un foyer national juif et exigent un arrêt de l'immigration et une interdiction de tout achat de terres,.
Les Britanniques tentent de concilier les points de vue et organisent plusieurs rencontres entre Chaim Weizmann, le responsable de la délégation sioniste et le roi Fayçal. Le 3 janvier 1919, ils signent un accord par lequel Fayçal consent à l'établissement d'un foyer national juif en Palestine pourvu qu'il reçoive de son côté des Britanniques « un royaume arabe vaste et indépendant ».
Toutefois, ces accords restent sans suite et le nationalisme arabe prend de l'ampleur. Dans le contexte de la visite de la commission King-Crane ayant la mission de recueillir l'avis des populations locales sur le mode de gouvernement qu'elles souhaitent, les leaders nationalistes Aref al-Aref et Amin al-Husseini parcourent les villes et villages palestiniens afin d'y organiser des manifestations pro-Hussein. Le 6 juin 1919, devant la Commission, le Congrès arabe syrien réclame « une indépendance totale et absolue » sur la Grande Syrie, un territoire englobant la Syrie, le Liban et la Palestine (Transjordanie incluse). Ils rejettent également « les prétentions sionistes relatives à l'établissement d'un commonwealth juif ». Les Français et les Britanniques, qui dès 1916 avaient conclu l'accord secret de Sykes-Picot attribuant notamment le contrôle de la Syrie et du Liban à la France rejettent les résolutions du Congrès.
À la fin de l'année 1919, l'armée britannique se retire de Damas et laisse les troupes de Fayçal seules face aux troupes françaises.

### Administration britannique
Après la défaite ottomane, l'administration du territoire est assurée par l'armée britannique. En son sein, les sentiments à l'égard du sionisme, des Juifs et de la Commission sont particulièrement ambigus. Les officiers supérieurs sont généralement opposés au projet dans lequel ils voient une source de troubles et une injustice à l'égard des Arabes, mais ils entretiennent de bonnes relations avec la Commission sioniste, comme le général Edmund Allenby. D'autres officiers, plutôt favorables au projet sioniste mais qui doivent gérer la commission au quotidien, entretiennent des relations plus conflictuelles avec elle, comme le gouverneur de Jérusalem Ronald Storrs ou le général Louis Bols. Plusieurs officiers sont ouvertement antisémites et s'opposent également au sionisme. Le cas du colonel Richard Meinertzhagen, un protagoniste important dans la répercussion que prendront les événements, est particulier : Tom Segev le dépeint comme un antisémite, admirateur du projet sioniste.

### Montée de la violence

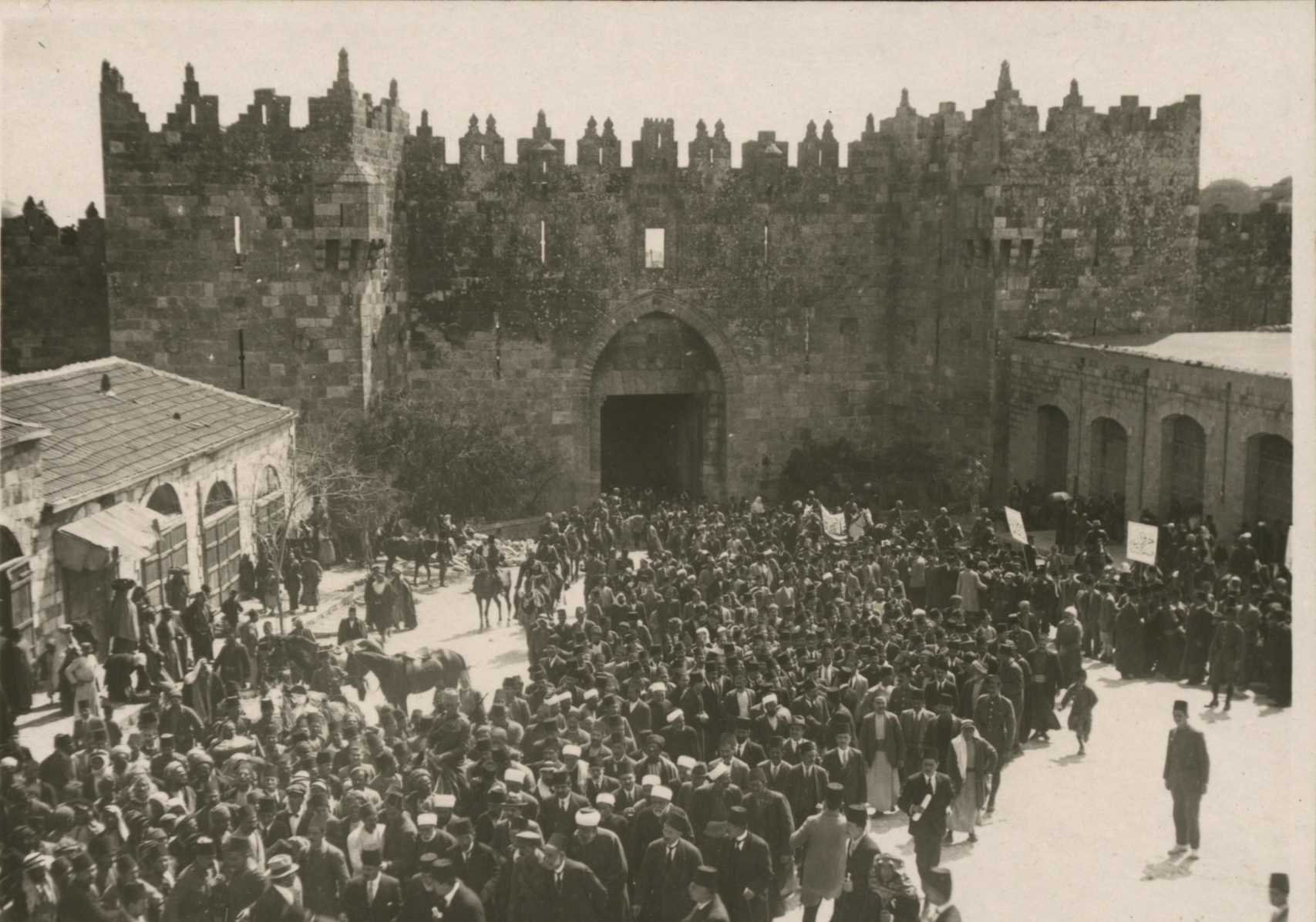
Manifestation antisioniste à la Porte de Damas à Jérusalem le 8 mars 1920.

En 1919, l'organisation de la lutte contre le sionisme est discutée lors de plusieurs conférences. Durant l'hiver 1920, les dirigeants arabes organisent des manifestations qui sont autorisées par les autorités britanniques. Elles appellent à l'indépendance de la Grande Syrie, rassemblent plusieurs milliers de manifestants et se déroulent généralement dans le calme.
Dans le contexte de la lutte entre Fayçal et les Français, des premières échauffourées se produisent dans le nord de la Galilée. Cette région constitue un no man's land où des rebelles fidèles à Fayçal s'en prennent principalement aux intérêts français et où quatre colonies juives se sont implantées. L'insécurité y grandit. Le 12 décembre 1919, un résident juif est tué à Tel Haï et un autre au début de mois de février. Plusieurs villages arabes sont également attaqués.
Le 1er mars, une attaque arabe d'envergure est lancée contre l'implantation de Tel Haï. Plusieurs dizaines d'Arabes sont tués ainsi que six défenseurs juifs dont le célèbre Joseph Trumpeldor. À la suite des incidents, les quatre colonies sont évacuées. Les combats dans le nord alimentent les rumeurs. Dans la Jérusalem arabe, on parle par exemple de 1 600 Juifs qui y auraient trouvé la mort.
Quelques jours plus tard, malgré le sentiment antisioniste grandissant dans la population arabe, le général britannique Bols, un déçu des relations entre l'administration britannique et la Commission sioniste déclare dans un journal arabe que « sous la pression sioniste » le gouvernement britannique implémentera la déclaration Balfour tandis que le 7 mars, Fayçal se fait couronner roi de Grande Syrie, qui inclut théoriquement la Palestine. Chaim Weizmann voit dans ces événements un complot orchestré par des militaires britanniques contre les sionistes.
Les 7 et 8 mars, des manifestations ont lieu dans toutes les villes de Palestine, les magasins sont fermés et plusieurs Juifs sont agressés. On peut lire des slogans tels que « Morts aux Juifs » ou « La Palestine est notre terre et les Juifs sont nos chiens ! ».
Le 12 mars, Vladimir Jabotinsky indique à Chaim Weizmann qu'il pense qu'« [un] pogrom peut se produire d'un jour à l'autre »,.

### Groupe de Vladimir Jabotinsky
À partir de l'automne 1919 et à la suite de la dissolution de la Légion juive, Vladimir Jabotinsky commence à organiser une milice d'auto-défense autour d'un club de sports le Maccabi de Jérusalem. La milice rassemble entre 200 et 500 membres qui s'entraînent au combat sans armes. Les troupes s'entraînent et paradent au grand jour, notamment par défi avec le dessein de provoquer une réaction des autorités britanniques,. La Commission sioniste, qui tient les autorités britanniques informées de l'entreprise, fait la demande que cette milice soit armée mais les Britanniques rejettent la requête. Toutefois, l'organisation dispose de cinquante fusils, de pistolets et de grenades provenant notamment d'anciens soldats du bataillon américain de la Légion juive.
Neil Caplan présente cette organisation de manière légèrement différente. Il la dénomme l'« armée de Jabotinsky » et il insiste sur une volonté de mise en garde à l'égard des Arabes (plutôt qu'une provocation à l'encontre des Britanniques) notamment le 27 mars à la suite d'exercices réalisés sur le Mont des Oliviers qui sont suivis d'une marche en formation dans les rues de Jérusalem. Ilan Pappé fait quant à lui porter une part de la responsabilité des événements à cette marche dans laquelle il voit une provocation à l'encontre des Arabes. Benny Morris semble en nier la réalité.

### Célébration de Nabi Moussa

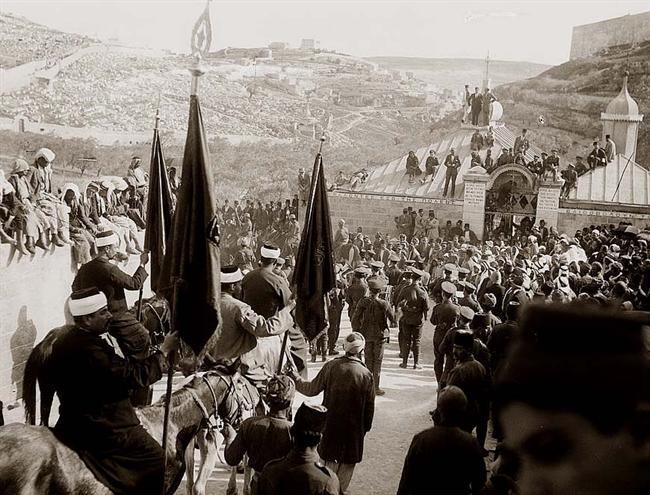
Les festivités de Nabi Moussa à Jérusalem, début avril 1920.

Les jours précédant la procession de Nabi Moussa, la Commission sioniste s'inquiète à plusieurs reprises auprès des autorités britanniques de la tension qui règne à Jérusalem. Les généraux Bols et Allenby promettent toutefois que leurs forces sont prêtes à toute éventualité tandis que le gouverneur de Jérusalem, Ronald Storrs, affirme que tout sera mis en œuvre pour que la célébration ne dégénère pas en émeutes.
La célébration de « Nabi Moussa » (le prophète Moïse en arabe) se déroule chaque année à Jérusalem à l'époque des Pâques chrétiennes et a selon Tom Segev un but plus politique que religieux : d'après la tradition, la procession aurait été fixée par Saladin à la date de Pâques en raison de l'afflux de Chrétiens à cette période, et aurait ainsi pour but de ne pas laisser l'impression que l'islam laisse « les Chrétiens envahir la ville ». À cette occasion, de nombreuses tribus et caravanes de Musulmans de tout le pays et des pays voisins, arborant leurs couleurs et armes, totalisant plusieurs dizaines de milliers de personnes, gagnent Jérusalem depuis la tombe où Moïse se serait prétendument allongé, sur la route de Jéricho.
Lors de ces célébrations, les autorités ottomanes avaient pour habitude de positionner un canon à la Porte des Lions et d'escorter la procession avec des contingents importants totalisant plusieurs milliers de soldats et de policiers. Ronald Samuel dispose lui de 188 hommes, pour la plupart indiens, dont « seulement » 8 officiers.
Les célébrations de l'année précédente se sont toutefois déroulées dans le calme bien que les violences antisionistes n'aient été évitées que par des mesures militaires « draconiennes ».

## Événements

### Émeutes

#### Dimanche 4 avril

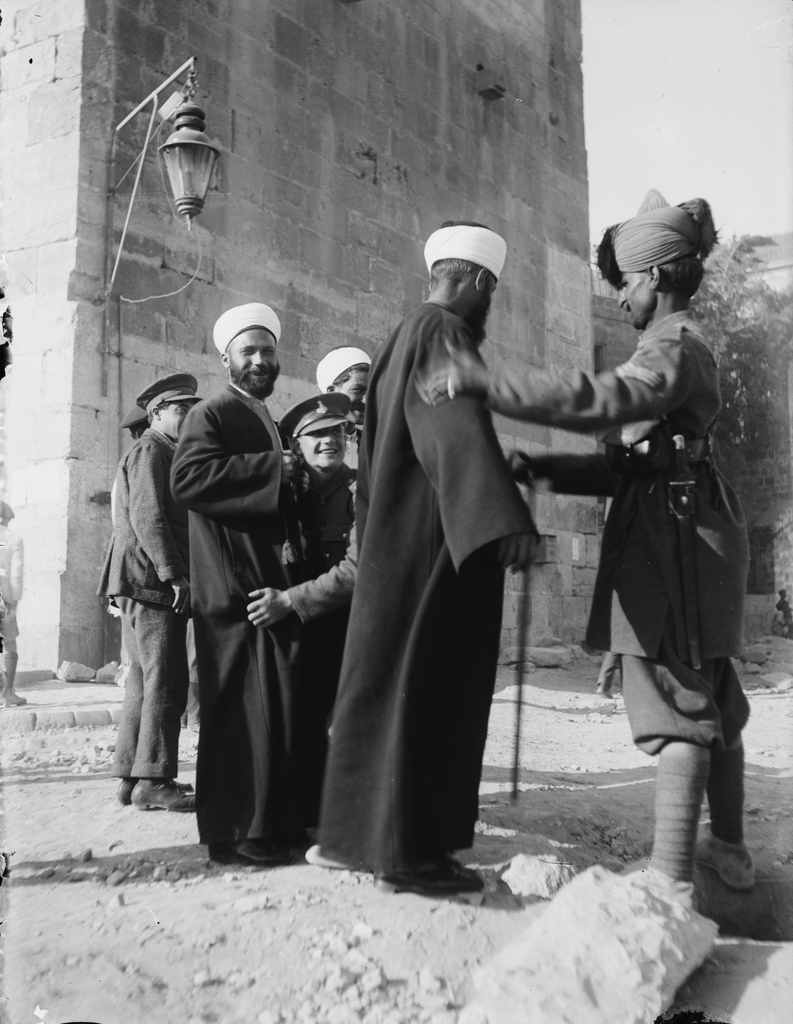
Contrôle de civils arabes (ici des religieux) lors des émeutes.

Les festivités débutent le 2 avril dans le calme.
Le dimanche 4 avril au matin, environ 70 000 personnes se sont rassemblées sur la place de la ville. Elles portent bannières et drapeaux. À cause du chaos et du bruit, les officiels rassemblés au balcon du Club arabe de Jérusalem ne peuvent lire leur discours. Mais depuis l'hôtel de ville, le maire de Jérusalem, Moussa Qazem al-Husseini harangue la foule à donner son sang pour la Palestine. Aref al-Aref, l'éditeur du Journal Suriya al-Janubia (La Syrie du sud), en selle sur son cheval déclare : « Si nous n'utilisons pas la force contre les sionistes et contre les Juifs, nous n'en viendrons jamais à bout ! ». Des portraits de Fayçal sont brandis. La foule répond en scandant « Indépendance ! Indépendance ! »,. Hadj Amin al-Husseini, à l'époque simple activiste nationaliste et frère du mufti de Jérusalem, incite également la foule à la violence.
Pendant ce temps, les premiers heurts se déroulent à l'ouest des murs de la Vieille Ville, sur la route de Jaffa. La foule rebrousse ensuite chemin vers le quartier juif. Vers 9 h 30, des bandes parcourent les rues du quartier et s'attaquent aux magasins et aux passants. Selon le témoignage rapporté par Khalil al-Sakakini dans une autobiographie souvent référencée par les historiens :

« [Une] émeute éclata, les gens se mirent à courir en tous sens et à jeter des pierres aux Juifs. Les magasins fermaient et on entendait des cris. […] Je vis un soldat sioniste [c'est-à-dire un soldat juif britannique] couvert de poussière et maculé de sang. […] Après cela, j'aperçus un habitant d'Hébron s'approcher d'un petit cireur de chaussures juif, qui s'était réfugié derrière un sac dans un recoin des murs non loin de la Porte de Jaffa ; il prit sa boîte et le frappa à la tête. Celui-ci hurla et se mit à courir, la tête en sang, puis l'agresseur le laissa et regagna la procession. […] L'émeute atteignit son paroxysme. Tous criaient « la religion de Mahomet est née avec le sabre ». […] Je me rendis aussitôt au jardin municipal. […] la folie de l'humanité me donne la nausée et me fend l'âme. »

Les policiers arabes responsables de la Vieille Ville n'interviennent pas, voire participent aux émeutes avec la foule,. Toutefois, certains Juifs trouvent refuge chez leurs voisins arabes.
Le gouverneur Storrs est à l'office quand il prend connaissance des événements qui se déroulent près de la porte de Jaffa. Il se précipite au quartier général britannique où le général Bols est en train d'organiser une réunion d'urgence. À ce moment, Chaim Weizmann arrive dans les bureaux, « extrêmement énervé et en colère » et demande que l'ordre soit rétabli. Mais les Britanniques ne peuvent pas faire grand-chose au vu de leurs forces.
Vers midi, Jabotinsky rencontre Storrs dans la rue (les deux hommes se connaissent personnellement et Storrs apprécie Jabotinsky). Jabotinsky demande à Storrs la permission de déployer son groupe d'auto-défense. Ce dernier refuse et lui ordonne par contre de lui remettre les armes qu'il porte et de dire où il cache celles de son groupe ainsi que de les lui délivrer sur le champ sous peine d'être emprisonné. Plus tard dans l'après-midi, ils discutent néanmoins de la possibilité d'établir une unité de surveillance juive et il est finalement décidé que 200 volontaires vont être enrôlés comme adjoints, mais alors que ceux-ci sont en train d'être équipés, un ordre annule l'opération et les fait renvoyer chez eux.
Plusieurs groupes patrouillent malgré tout au-delà des murs dans Jérusalem-Ouest. Certains, munis de bâtons et de barres de fer essaient également de pénétrer dans la Vieille Ville, mais en sont empêchés par les soldats britanniques.
Pendant la nuit, plusieurs douzaines d'émeutiers sont arrêtés mais ils sont libérés le lendemain matin pour assister à la prière.

#### Lundi 5 avril

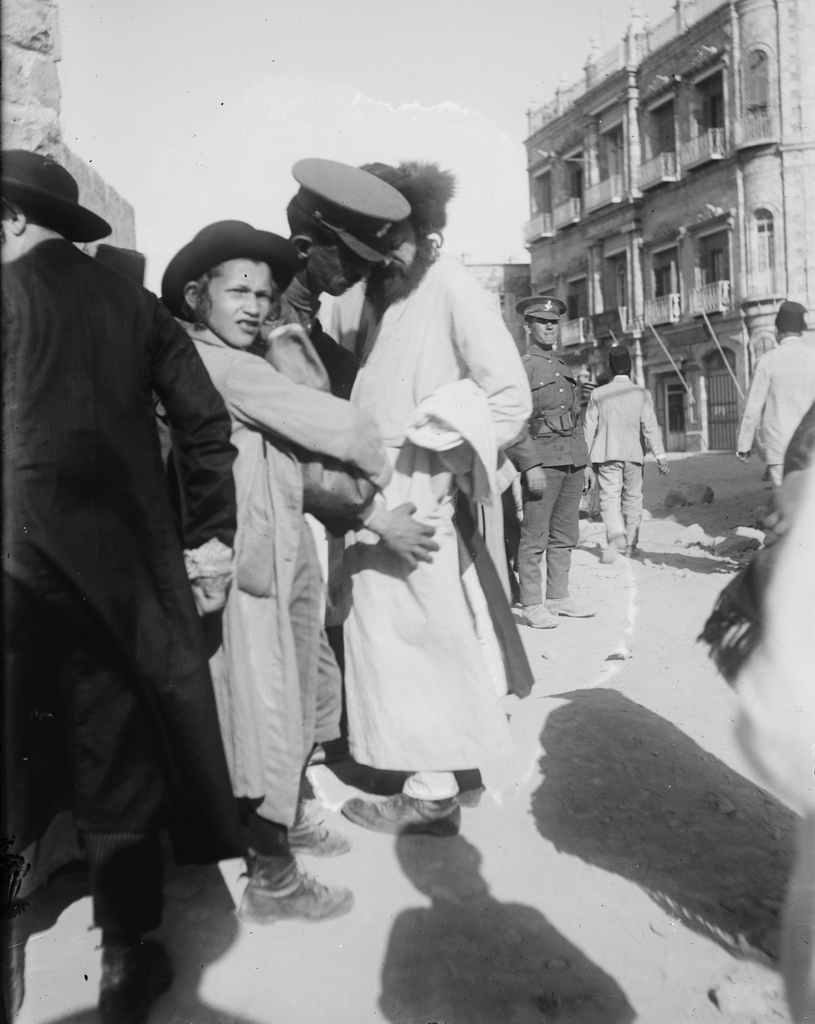
Contrôle de civils juifs (ici un rabbin) lors des émeutes.

Les émeutes reprennent le lendemain. Les groupes de défense juive qui veulent se rendre dans la Vieille Ville sont à nouveau refoulés. Les émeutiers continuent leurs attaques contre les Juifs et pillent leurs habitations. L'historien Tom Segev cite l'exemple d'émeutiers qui s'en prennent à une yechiva dans laquelle ils déchirent les rouleaux de la Torah et de deux passants qui sont poignardés.
La Vieille Ville est bouclée et il n'est possible ni d'y entrer ni d'en sortir. Finalement, en fin d'après-midi la loi martiale est proclamée, et Storrs envoie le contingent indien disperser les émeutiers. Durant la nuit, « de manière inexplicable » il décide toutefois de le retirer.

#### Mardi 6 avril
Les émeutes se poursuivent le lendemain mais dans une moindre mesure. Toutefois, les émeutiers forcent une maison qui était assiégée depuis plusieurs jours et y battent les occupants, blessent grièvement le père de famille et violent ses deux filles.
Deux hommes de Jabotinsky, armés, parviennent à pénétrer dans la zone déguisés en infirmiers. Ils organisent la défense en suggérant notamment aux habitants de lancer de l'eau bouillante sur les émeutiers qui les attaqueraient et ils contribuent à l'évacuation de 300 Juifs.
À l'extérieur de la Vieille Ville, des membres de l'organisation de Jabotinsky échangent des coups de feu avec des gitans qui campent entre les quartiers juifs de Mea Shearim et de Sheikh Jarrah.
Des soldats britanniques sont dépêchés pour chercher les armes des Juifs. Ils ne trouvent rien chez Chaim Weizmann, mais chez Vladimir Jabotinsky, ils découvrent 3 fusils, 2 revolvers et 250 cartouches. 19 Juifs sont également arrêtés mais pas Jabotinsky. Toutefois, celui-ci insiste pour l'être également, ce qui lui est refusé. Dans les heures qui suivent, il est arrêté, libéré, puis à nouveau arrêté.
L'ordre est rétabli le 7 avril.

### Bilan

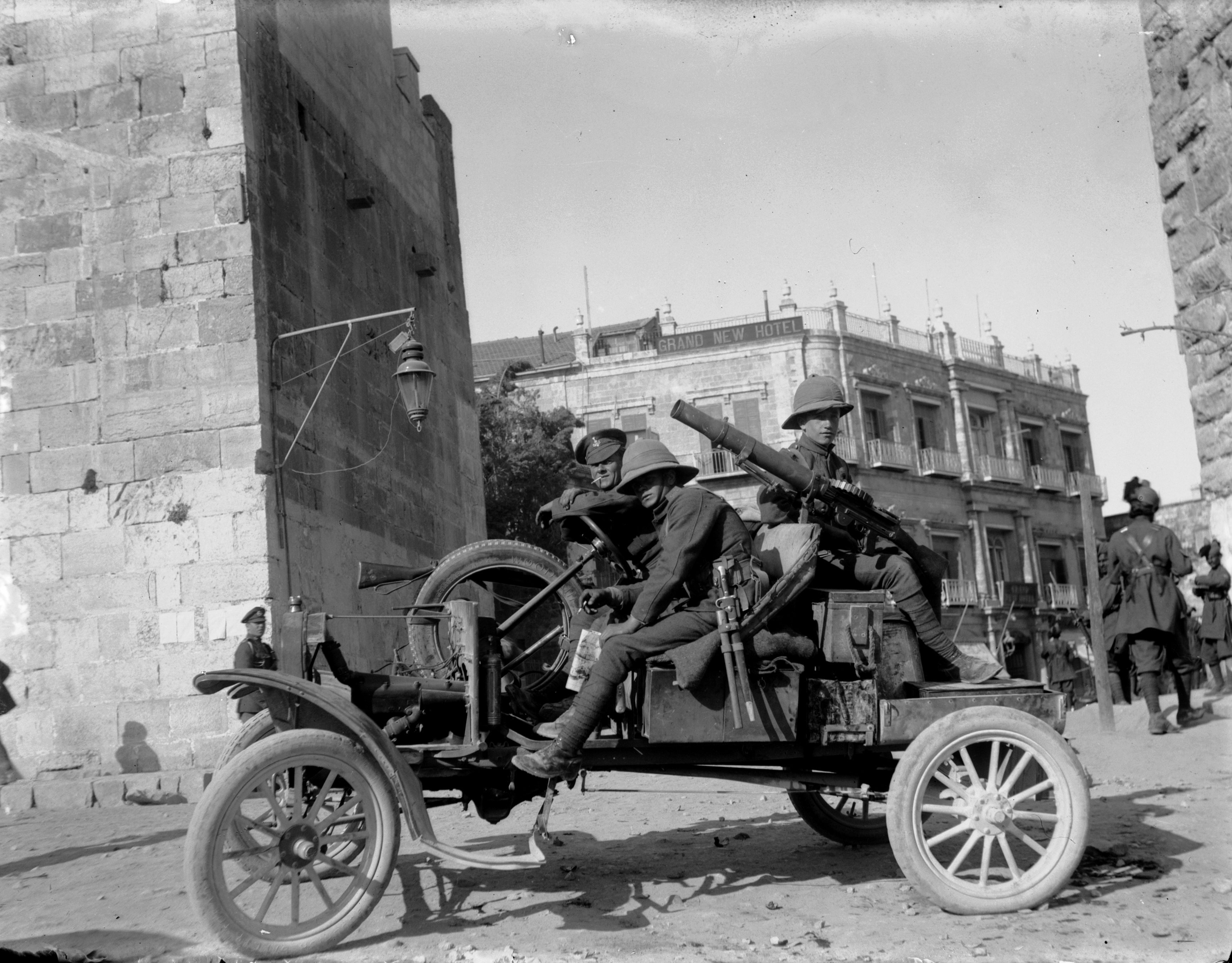
Soldats britanniques et leur véhicule armé postés à la porte de Jaffa, 8 avril 1920

Les émeutes font 5 morts et 216 (ou 211) blessés, dont 18 critiques chez les Juifs ; 4 morts et 23 blessés, dont un critique chez les Arabes. Deux femmes juives ont été violées. Sept soldats britanniques sont blessés. De nombreux biens matériels sont également détruits dont plusieurs synagogues. Henry Laurens souligne que « la majorité des victimes juives sont des religieux antisionistes, martyrs d'une cause qu'ils repoussaient ».
Benny Morris rapporte également la mort d'un « pilote de l'armée britannique qui se trouv[e] là par hasard […] [et qui est] tué à coups de matraque » mais ce décès ne semble pas repris dans les décomptes présentés par les historiens. Il souligne également qu'aucun Juif n'a trouvé la mort dans les quartiers de Jérusalem-ouest où le « groupe de Jabotinsky » a effectué ses patrouilles.

### Premières réactions
Le 6 avril, les dirigeants arabes remettent un mémorandum au général Bols où ils font porter la responsabilité des événements à de jeunes Juifs sionistes qui auraient « maudit et blasphémé » des chefs religieux musulmans et « massacré » des musulmans et des chrétiens, dont des femmes et des enfants. Afin de les apaiser, les autorités militaires britanniques stoppent l'immigration juive et organisent des descentes dans les maisons et bureaux juifs, dont ceux de Chaim Weizmann et de Vladimir Jabotinsky. La presse étrangère rapporte les événements mais les militaires censurent également les informations en provenance de Palestine et ce n'est que le 13 avril (ou le 14) que la censure est levée et qu'une première version juive des événements est publiée aux États-Unis et en Grande-Bretagne ainsi qu'une version arabe, qui fait porter la responsabilité des événements sur une agression juive.

### Poursuites

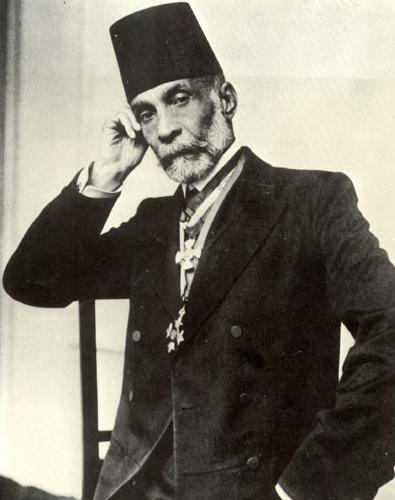
Moussa Qazem al-Husseini

Aref al-Aref et Amin al-Husseini sont condamnés chacun à 10 ans de prison pour incitation à la violence. Toutefois, ils s'enfuient en Syrie (ou en Transjordanie) avant de pouvoir être arrêtés. Le maire de Jérusalem, Moussa Qazem al-Husseini, est contraint de démissionner par Ronald Storrs pour avoir participé aux émeutes. Il est remplacé par Raghib al-Nashashibi, un membre éminent d'une famille opposée aux Husseinis.
Vladimir Jabotinsky est jugé quelques jours après son arrestation pour possession d'armes à feu et trouble de l'ordre public. Ronald Storrs est appelé à témoigner contre lui mais il déclare « ne pas se souvenir » d'avoir entendu parler du « groupe de défense » de Jabotinsky. En définitive, il est condamné à 15 ans d'emprisonnement. On l'envoie en train en Égypte, mais il voyage en première classe et à peine arrivé, il est renvoyé en Palestine pour être emprisonné à la prison d'Acre.
Deux cents autres personnes sont arrêtées à la suite des émeutes. Un Arabe coupable de viol est condamné à 15 ans d'emprisonnement. Parmi les accusés, on compte également 39 Juifs membres du groupe de Jabotinsky. Dix-neuf d'entre eux sont condamnés à 3 ans de prison. La plupart des émeutiers arabes ne reçoivent quant à eux que de légères peines.
Les condamnations à l'encontre des Juifs et en particulier à l'encontre de Jabotinsky suscitent de vives protestations en Palestine ainsi que dans les journaux britanniques et au Parlement.
Le général Congreve, commandant des forces britanniques en Palestine et en Égypte s'en plaint également et réduit la peine de Jabotinsky à 1 an et celle des 19 autres Juifs condamnés à 6 mois. Toutefois, les Juifs ne se satisfont pas de cette situation. Une manifestation est organisée à Tel-Aviv. Plusieurs centaines de croyants, dont Abraham Isaac Kook, futur Grand-rabbin de Palestine, rompent le congé de Pessa'h pour signer une pétition demandant sa libération. Un plan aurait même été mis sur pied pour attaquer la prison d'Acre,. De retour à Londres après la conférence de San Remo, Weizmann travaille à la libération de Jabotinsky. Winston Churchill, alors commissaire aux Colonies, lui promet qu'il sera libéré par le nouveau Haut-Commissaire.
Le 8 juillet, quelques jours après son arrivée en Palestine, Herbert Samuel décrète une amnistie générale pour tous les Juifs et Arabes qui ont été condamnés à la suite des incidents de Nabi Moussa.

### Commission d'enquête et responsabilités
En mai, les autorités britanniques dépêchent la Commission d'enquête Palin pour étudier les incidents. Cette dernière est composée de deux généraux, un colonel et un juriste. Ils s'entretiennent avec 152 témoins des incidents.
Devant le Commission, Ronald Storrs explique à ses critiques qu'ils doivent comprendre les conditions difficiles de la Vieille Ville avec ses rues étroites et ses escaliers où ni véhicules ni chevaux ne peuvent passer et où une famille entière pourrait être massacrée à 100 pas d'un poste de police sans que les policiers ne s'aperçoivent de quoi que ce soit. Il souligne également que les forces de police dont il disposait étaient inexpérimentées, pas entraînées de manière appropriée et qu'ils n'étaient pas anglais mais indiens pour la plupart.
La commission d'enquête conclut à la responsabilité du gouverneur Storrs qui a failli par excès de confiance en considérant que la police suffirait, comme l'année précédente, pour maintenir l'ordre durant la procession. Le rapport critique sévèrement le retrait du contingent indien effectué le 5 avril, qu'il qualifie de « grossière erreur ». Selon Tom Segev, toutefois, « arrogance » conviendrait mieux qu'« excès de confiance » pour ce qu'il juge être une « négligence criminelle ». Il estime que Ronald Storrs aurait dû tenir compte de l'expérience des autorités ottomanes qui déployaient plusieurs milliers de soldats pour maintenir l'ordre durant la procession et qu'il aurait dû prendre conscience au vu des événements des semaines précédentes que les avertissements qu'il avait reçus étaient pertinents, en particulier à la suite des incidents de Tel Haï et du couronnement de Fayçal mais surtout à la suite des passions nationalistes arabes de plus en plus grandes. Il lui reproche également d'avoir eu besoin de trois jours pour mettre un terme aux émeutes.
La commission conclut également à la responsabilité arabe et critique les autorités d'avoir initialement fait porter la responsabilité aux Juifs. Dans son analyse des événements, Benny Morris ne met pas l'accent sur la responsabilité de Ronald Storrs mais souligne plutôt la « barbarie arabe » et le fait que la « Commission d'enquête met en lumière [que] tous les éléments montrent que ces attaques ont été lâches et perfides, prenant principalement pour cible les vieillards, les femmes et les enfants, souvent dans le dos ».
La commission d'enquête conclut toutefois également que « la Déclaration Balfour est sans aucun doute le point de départ de tous les problèmes ». Le rapport estime que Chaim Weizmann, un modéré, a perdu le contrôle du mouvement sioniste qui est maintenant sous l'emprise d'éléments extrémistes. Il dépeint également le sionisme comme un mouvement nationaliste et dictatorial avec un plan clair d'expulser les Arabes et en conséquence que les craintes arabes sont justifiées.
La commission conclut aussi, de manière implicite selon Benny Morris, à une collusion entre les militaires britanniques et les Arabes. Cette partie est développée dans la section Controverses.
De manière générale, Tom Segev est très critique vis-à-vis du rapport, soulignant des incohérences, comme celle d'associer Vladimir Jabotinsky (un « antisocialiste féroce ») au bolchévisme ou encore que la moitié de celui-ci soit une introduction historique de la Palestine depuis l'Antiquité. Il le juge comme un « document sans intelligence » et souligne qu'il n'a jamais été publié.

## Controverses

### Émeutes, pogrom ou confrontation?

#### Différentes présentations des événements
Les événements sont présentés différemment selon les sources.
Les historiens y font généralement référence en tant qu'« émeutes »,,, mais certains parlent également de « pogrom »,,. Pour Nathan Weinstock, les événements sont à caractériser en tant que « pogrom » car il ne s'agit pas « de simples troubles motivés par la volonté de contester une politique donnée (…) mais bien de mouvements de foule irrépressibles et contagieux, animés par une haine aveugle du Juif (…) ». L'historien Benny Morris nuance légèrement et écrit que « les trois jours d'émeutes ressemblent tout bonnement à un pogrom ». L'historien Rashid Khalidi place quant à lui sur le même pied Arabes et sionistes qui « s'affrontent le jour de la fête musulmane du prophète Moïse » et il remet en doute l'implication d'Amin al-Husseini, future figure emblématique du nationalisme palestinien.

#### Le combat pour assigner un nom à la violence
Dans un ouvrage consacré à l'étude des violences autour des lieux saints de Palestine, David Monk, un historien de l'art, souligne que « l'histoire du Mandat britannique de Palestine [est] marquée par des mobilisations périodiques de violence de masse ». Mais il rajoute qu'on « passe un peu vite sur le fait que le combat pour assigner un nom à cette violence fait partie intégrante de l'histoire de cette violence ».
Il souligne ainsi que tandis que les autorités sionistes parlent de « pogrom » les autorités britanniques de leur côté présentent « une image de violence qui est organique et cataclysmique » ou qui résulte d'une « déflagration ». De son point de vue, d'un côté, faire référence aux « émeutes » en tant que « pogrom » signifie passer d'une image de « résistance envers un programme sioniste actif » à une image de « persécution ethnique et religieuse (…) envers une population passive » tandis que de l'autre côté, parler d'« émeutes » en termes de « déflagration » absout les autorités de toute responsabilité, ne pouvant lutter contre « la force de la nature » ou contre un « événement spontané » qui serait « indépendant de l'impérialisme britannique ».
La commission d'enquête Palin conclut ainsi qu'« il semble avoir été évident à tous que [l'émeute a été l'expression] d'une tempête récurrente qui pouvait exploser à tout moment ». David Monk relève également les questions et le témoignage suivants :

« - N'avez vous pas collecté d'un quelconque de ces rapports […] que des réunions étaient tenues dans des mosquées, à différents endroits la semaine avant les incidents ? 

- Certainement. Il y eut des réunions. 

- Mais je veux dire des réunions au cours desquelles on délivra des discours incendiaires.

- Certainement. Cela faisait partie de la construction de la déflagration qui devait se produire à moins que le climat ne change. »

#### Un pogrom?
En plus du massacre de Juifs, un pogrom se caractérise par la collaboration des autorités. Dans sa description des événements, Benny Morris relève qu'en passant devant la maison de Ronald Storrs, la foule « croyant deviner l'état d'esprit qui [y] règne » s'écrie : « Al-Dawla ma'ana » (« le gouvernement est avec nous »). Il souligne également la destruction de plusieurs synagogues lors des émeutes. Tom Segev rapporte le témoignage de deux Juifs qui parcourent la Vieille Ville lors des émeutes et qui à un moment se retrouvent dans un « nuage de plumes » alors que des émeutiers déchirent les oreillers et les édredons de leurs victimes, un « signe bien connu » qu'un pogrom est en cours. Il rapporte également le témoignage d'un rabbin dont on déchire les rouleaux de la Torah. À la suite des arrestations et des peines de prison infligées à des Juifs, ces derniers considèrent que « la manière [équivalente] dont les Britanniques [traitent] les émeutiers et les défenseurs ne diffèr[e] en rien de l'attitude des Russes durant les pogroms ».
À l'époque, les autorités sionistes assimilent les événements à un pogrom. Tom Segev rapporte l'incident qui se produit quand Ronald Storrs se rend chez Menahem Ussishkin, le président de la commission sioniste, pour lui présenter ses regrets à la suite de la « tragédie ». Ce dernier lui rétorque qu'il ne s'agit pas d'une « tragédie » mais d'un « pogrom », ce que Ronald Storrs, gouverneur de Jérusalem, refuse d'accepter car « il sait (…) qu'un pogrom [est] une attaque contre les Juifs sous les auspices des autorités ». Mais Ussishkin insiste. Il explique à Storrs que c'est lui l'« expert en pogrom » et que de son point de vue il n'y a aucune différence entre les émeutes de Jérusalem et les pogroms de Kichinev. Il rajoute que ce n'est pas la « mort de quelques Juifs » qui le touche, mais « la trahison » et le fait que « l'histoire se souviendra que le pogrom s'est produit pendant le service de Ronald Storrs ». Quand Storrs lui propose de démissionner, il lui répond qu'il est trop tard et qu'un « homme décent aurait démissionné quand les émeutes ont éclaté ». Dans une lettre qu'il écrit quelques jours plus tard à sa femme, Chaim Weizmann explique que si « peut-être il n'est pas vrai que les Anglais ont organisé le pogrom, ils ont indubitablement joué un rôle passif dans celui-ci et qu'à l'exception de [quelques-uns dont Richard Meinertzhagen], ils sont tous des loups et des chacals ».
Richard Meinertzhagen, à l'époque officier de renseignements du général Allenby et qui dénoncera une complicité britannique dans l'instigation des événements, écrit en 1959 qu'à « Pâques 1920, des émeutes anti-juives se déroulèrent à Jérusalem. Des cérémonies religieuses prirent un aspect politique. Je reçus plusieurs avertissements que les émeutes pourraient se produire et je prévins les généraux Bols et Waters-Taylor. J'avais également des preuves évidentes que Hadj Amin al-Husseini (qui devint plus tard mufti de Jérusalem) excitait les éléments arabes à Jérusalem… Je considèr[e] que ces événements furent une réplique exacte en miniature d'un pogrom ».

### Collusion britannique
Les historiens estiment que les émeutes de Nabi Moussa ont été orchestrées dans le but d'influencer dans le sens de Fayçal ibn Hussein et des aspirations arabes la conférence de San Remo qui devait se tenir 15 jours plus tard. Dans ce contexte, il existe une controverse qui porte sur le rôle joué par plusieurs officiers britanniques qui auraient favorisé, voire instigué les troubles. Ces accusations sont rapportées par la plupart des historiens,,, et sont basées sur le témoignage du colonel Richard Meinertzhagen, officier en chef du renseignement au Caire.
À l'époque, plusieurs officiers britanniques sont partisans de la cause arabe et ce contre la politique de Whitehall. Benny Morris rapporte ainsi que le 20 janvier 1920, le colonel Bertie Waters-Taylor, chef d'état-major du général Allenby, encourage Fayçal à revendiquer une « Syrie entière » et qu'en mars, le général Bols télégramme qu'il conseille à Londres de reconnaître la souveraineté du « roi ».
Selon Meinertzaghen, le mercredi précédant les festivités, Waters-Taylor contacte Amin al-Husseini et lui aurait dit qu'il a « une grande opportunité (…) de montrer au monde que les Arabes de Palestine ne tolère[ront] pas la domination juive en Palestine ; que le sionisme [est] impopulaire non seulement au sein de l'administration (…) mais [également] à Whitehall ; et [que] si des troubles d'une violence suffisante se produis[]ent à Jérusalem à Pâques, tant le général Bols que le général Allenby défendr[o]nt l'abandon du [projet] du foyer juif ».
À la suite des émeutes, la commission sioniste soupçonne également les Britanniques de complicité et relève des éléments qui indiquent que les troubles ont été fomentés. Elle avance par exemple que les commerçants chrétiens auraient marqué leur établissement à l'avance avec des croix pour qu'on les distingue des magasins tenus par des Juifs. Ronald Storrs est également mis en cause et aurait soufflé sur les braises des tensions entre Juifs et Arabes selon la méthode britannique du « diviser pour mieux régner ».
Quand le 14 avril, Meinertzaghen rapporte ses informations au Foreign Office et accuse Allenby de ne pas respecter la politique officielle britannique en Palestine, le scandale éclate. Allenby menace alors de démissionner et Meinertzaghen doit quitter le pays,. Mais à la suite du « choc » provoqué par ces révélations, Londres décide de remplacer l'administration militaire par une administration civile et le colonel Waters-Taylor et le général Bols sont démis de leurs fonctions en Palestine.
Tom Segev ne semble pas convaincu par la sincérité de Meinertzaghen. Il indique que ce dernier a de bonnes raisons pour faire porter la responsabilité des émeutes par ses collègues, car quelques jours avant les faits, il écrit au Foreign Office qu'il ne prévoit aucun trouble immédiat en Palestine. Segev estime également que le rapport des événements qu'il fait dans son journal publié en 1959 sonne comme « lunatique » et qu'il ne constitue en conséquence qu'une « source douteuse pour une charge aussi sérieuse ». Toutefois, Tom Segev conclut que ces accusations représentent à l'époque un sentiment général. Benny Morris ne remet pas en cause cette version et Samuel Katz en fait le point central de son historique des faits.

## Conséquences
Les émeutes de Nabi Moussa vont avoir de nombreuses conséquences, directes et indirectes, sur l'avenir de la Palestine, les relations entre Juifs et Arabes et sur plusieurs protagonistes de l'époque.

### Conférence de San Remo

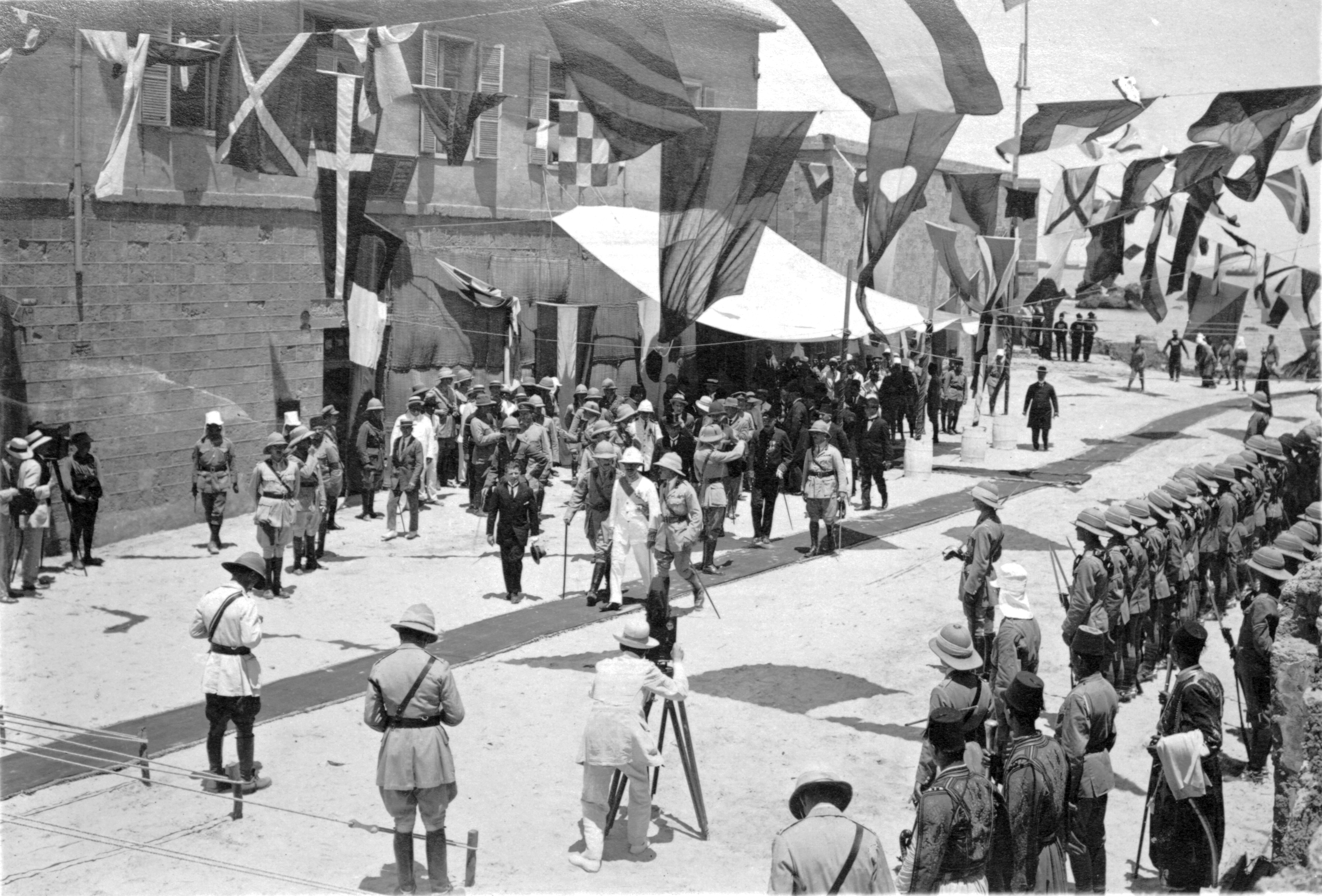
Arrivée à Jaffa d'Herbert Samuel, premier Haut-Commissaire britannique de Palestine mandataire.
(juillet 1920).

Selon Howard Sachar, les instigateurs des émeutes ont l'« objectif [politique] clair » d'influencer les Alliés au cours de la conférence de San Remo qui doit se tenir 15 jours plus tard quand plusieurs membres de la Société des Nations décideront du futur des anciens territoires de l'Empire ottoman, dont font partie la Syrie et la Palestine revendiqués par Fayçal.
Elles n'ont néanmoins eu aucune influence positive pour les Arabes lors de la conférence. La Syrie (notamment) est allouée à la France, qui en chassera Fayçal en juillet. Les attendus déclarent que « les principales puissances alliées » [confirment la déclaration Balfour et se montrent] « favorables à l'établissement en Palestine d'un foyer national pour le peuple juif ». Lors de la conférence, Herbert Samuel, un Juif sioniste, est également choisi pour devenir futur premier Haut-commissaire du mandat sur la Palestine.

### Fin de l'administration militaire
Plusieurs historiens voient les émeutes comme une cause partielle de la décision britannique de passer d'une administration militaire à une administration civile en Palestine. Tom Segev l'explique par « le choc provoqué par les émeutes » et le fait que Chaim Weizmann en est un témoin direct,. Selon Howard Sachar, c'est plutôt « [l]e réquisitoire [contre l'administration militaire en Palestine] [qui est] tellement choquant que [cette dernière] [est] sérieusement compromise devant l'opinion publique britannique. En conséquence, le 29 avril (…), Londres annonc[e] le démantèlement imminent du régime militaire en Terre sainte en faveur d'une administration civile provisoire ».

### Naissance du nationalisme palestinien
Avant 1920, le nationalisme arabe en Palestine défend l'idée d'une « Grande Syrie », incluant la Palestine. C'est durant les premiers mois de 1920 qu'un mouvement nationaliste palestinien distinct, militant pour une Palestine indépendante commence à naître. En juillet, ce « revirement idéologique » est accompli.
Les émeutes de Nabi Moussa ne constituent pas le seul élément qui participe à cette évolution. Benny Morris cite également les « rumeurs d'une révolte antibritannique qui n'a pas pris corps », « la fuite d'Amin al-Husseini » (militant panarabe à l'époque), « l'approbation du mandat britannique à San Rémo », « la mise en place d'une administration civile, provoquée en partie par les émeutes » et « l'expulsion par les Français du gouvernement Fayçal à Damas ». Toutefois, Rashid Khalidi estime que les émeutes de Nabi Moussa, si elles constituent une démonstration du nationalisme arabe palestinien, en sont également un catalyseur, notamment pour Aref al-Aref et Amin al-Husseini qui tendent à la suite des événements à voir la Palestine comme une entité séparée et à parler de Jérusalem, et non plus de Damas, comme capitale.
En août, Moussa Qazem al-Husseini déclare à des collègues nationalistes : « Maintenant, après les récents événements de Damas, il nous faut revoir fondamentalement nos plans pour cette terre. La Syrie du Sud n'existe plus. Il nous faut défendre la Palestine ».

### Relations entre Juifs et Arabes
Le Yichouv perçoit les événements comme un conflit entre deux nations. Plusieurs articles sont publiés dans Ha'aretz dans ce sens après les émeutes. Joseph Klaunser y écrit : « Si les Arabes imaginent qu'ils peuvent nous provoquer à faire la guerre et que parce que nous sommes peu nombreux, ils gagneront facilement, ils commettent une lourde erreur. Notre campagne englobera les 13 millions de Juifs de tous les pays du monde. Et chacun sait combien de chefs d'État, combien de décideurs politiques, combien de personnes de grande sagesse, de grande richesse et de grande influence nous avons en Europe et aux États-Unis ».
Walter Laqueur estime que les émeutes de Nabi Moussa et celles de 1921 vont provoquer un revirement dans la manière dont les sionistes envisagent les relations et la collaboration avec les Arabes : un durcissement des attitudes dans certains cercles et une remise en cause dans d'autres. Il l'illustre par le comportement de David Eder, un proche de Chaim Weizmann qui joue à l'époque le rôle de « représentant diplomatique de l'organisation sioniste » qui, avant les événements, envisage une « étroite collaboration [avec les Arabes] en vue de l'intégration d'un foyer national juif dans les États fédérés du Moyen-Orient ». Selon David Eder, « les Juifs ne doivent pas se séparer des Arabes ; Tel-Aviv ne doit pas devenir un symbole d'exclusive juive ; les Juifs doivent traiter avec le monde arabe dans son ensemble [et] montrer le même respect aux aspirations nationalistes arabes qu'ils n'en demandent envers les leurs ». Après les émeutes, son opinion a changé et devant la commission d'enquête, il déclare qu'« il ne peut y avoir qu'un foyer national en Palestine, sans un partenariat d'égal à égal, mais seulement avec une prédominance juive dès que leur nombre aura crû suffisamment ».
La réponse à apporter fait également débat au sein des représentants sionistes. Ainsi, après les émeutes de 1921, Haïm Arlozoroff écrit que les sionistes n'ont pas réalisé l'importance du mouvement nationaliste arabe et qu'il y a un grand danger à poursuivre une « politique d'autruche ». En réaction à ceux qui poussent à l'établissement d'une force armée, un autre proche de Chaim Weizmann déclare qu'« à court terme il s'agit de la solution la plus facile mais que la [violence] ne peut mener le sionisme que dans l'impasse ». Au cours du Congrès sioniste qui suivra, il demandera sans détours : « Est-ce que le mouvement sioniste veut la guerre avec les Arabes ou pas ? ».
Neil Caplan souligne également le ressentiment des Juifs envers les Arabes. (Il parle de la « répulsion morale […] envers les mains qui ont fait couler du sang juif »). Il rapporte des incidents et des tensions, comme le refus de Menahem Ussishkin de serrer la main du mufti de Jérusalem Kamil al-Husseini (demi-frère d'Amin al-Husseini) lors d'une rencontre à la maison du gouverneur ou la difficulté d'employés juifs et arabes de se regarder yeux dans yeux après les émeutes.

### Marginalisation de Vladimir Jabotinsky

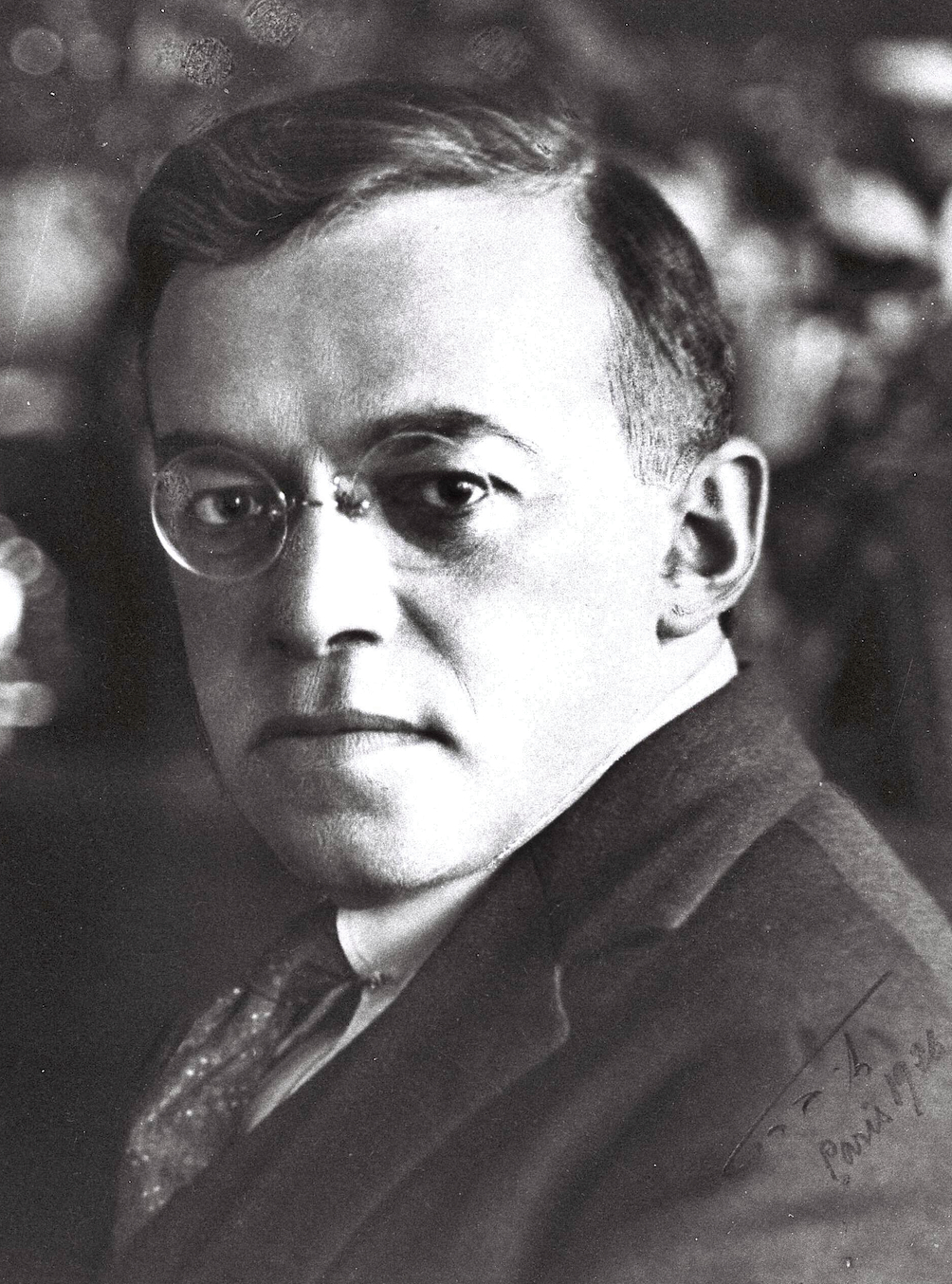
Vladimir Jabotinsky

Vladimir Jabotinsky devient un symbole d'injustice au sein de la communauté sioniste et est l'objet de nombreux soutiens. En sus des manifestations et des pétitions réclamant sa libération, l'Akhdut HaAvoda, pourtant un parti de la gauche marxiste, appelle tous les partis à le mettre en tête de liste pour les élections du conseil représentatif du Yichouv. Chaim Weizmann finit également par obtenir sa libération auprès de Winston Churchill. Celle-ci est prévue pour l'arrivée d'Herbert Samuel.
Mais Vladimir Jabotinsky n'est pas satisfait des efforts entrepris pour l'obtention de sa libération. Il exige qu'elle soit « immédiate » et « éclatante » et que des sanctions soient prises contre les fauteurs de troubles arabes et contre les officiers britanniques responsables. Il appelle la commission sioniste à se solidariser à lui et à démissionner si ses conditions ne sont pas remplies.
Quand cette dernière refuse de peur d'être prise aux mots par les Britanniques, il écrit une lettre ouverte au Yichouv où il déclare :

« Il n'y a rien de plus navrant et de plus humiliant que d'être enfermé en prison pour avoir servi un public qui vous a oublié. (…) Certes vous lisez tous les articles qui nous ont été consacrés. Certes vous achetez nos photos et nous adressez de temps à autre un télégramme. Mais vous savez pertinemment que tout cela est d'une totale futilité. En réalité, vous avez renoncé à la lutte. »

Il est soutenu par Eliahou Golomb, un ancien de la Légion juive mais son attitude finit par lasser dans les milieux dirigeants. Un de ses proches avec qui il a organisé le « groupe de défense » de Jérusalem, lui écrit :

« On n'a pas le droit à une heure critique de manifester un dédain envers nos dirigeants et nos institutions, même si nos dirigeants et nos institutions ne sont pas à la hauteur. […] On n'a pas le droit de démoraliser les masses, propager l'anarchie, semer le désespoir - et pire encore, semer l'illusion. »

Chaim Weizmann et David Eder doutent même de sa santé mentale. Quand il apprend qu'une tentative d'attaque de la prison d'Acre est envisagé, Chaïm Weizmann est furieux parce « qu'une évasion pourrait bien marquer le début de la dictature de Jabotinsky ». Il écrit :

« Des hauteurs du Sinaï, il haranguera les Juifs à combattre la Perfide Albion, Samuel [et] l'Organisation sioniste qui ont vendu les Juifs, etc, etc. Tout cette démagogie, lourde, aventureuse et pseudo-héroïque est répugnante et sans valeur. Derrière elle, il ne fait aucun doute qu'il se cache de mesquines ambitions primaires. »

À la suite de ces incidents, et alors qu'il était le principal instigateur de sa formation, Vladimir Jabotinsky et ses hommes ne se verront confier aucun rôle au sein de l'armée du Yichouv, la future Haganah.
Même libéré, Vladimir Jabotinsky réclame néanmoins la cassation de son jugement et finira par l'obtenir en mars 1921 « au terme d'une longue bataille juridique menée en solitaire » et les charges retenues contre lui, à l'exception du port d'arme illicite, seront annulées.

### Naissance de la Haganah
Le noyau fondateur de la Haganah est le groupe fondé et dirigé par Vladimir Jabotinsky à Jérusalem en février, et qui prend la défense des Juifs lors des émeutes de Nabi Moussa. Plusieurs historiens utilisent d'ailleurs le qualificatif de « Haganah » quand ils parlent de ce « groupe »,,. Les craintes de voir le même type d'incidents se reproduire poussent les dirigeants sionistes à développer et organiser cet embryon en une structure de défense commune pour le Yichouv.
Lors d'une première réunion en juin, alors que Jabotinsky est en prison, ils discutent de la juridiction sous laquelle elle devrait se placer. Selon les représentants de l'Hashomer, elle doit être indépendante et libre de toute supervision tandis qu'un groupe mené par Eliahou Golomb défend le principe qu'elle doit absolument être sous supervision civile.
Vladimir Jabotinsky n'est pas d'accord et à sa sortie de prison, il reprend l'idée qu'il a déjà défendu pour la Légion juive selon laquelle la structure militaire du Yichouv doit être placée sous juridiction britannique et faire partie intégrante du système mandataire. De son point de vue, en effet, une organisation militaire ne peut être entraînée et équipée correctement si elle est illégale et clandestine.
En décembre 1920, les dirigeants sionistes décident de fonder l'Histadrout Haganah (« organisation de défense ») qui sera placé sous la supervision de la Histadrout, le syndicat de la gauche sioniste. L'organisation paramilitaire clandestine juive en Palestine mandataire est alors officiellement fondée.

#### Ouvrages principaux utilisés dans la rédaction de l'article
- Tom Segev, One Palestine, Complete, First Holt Paperbacks Editions, 2001  (ISBN 978-0-8050-6587-9).

En particulier, la Partie I, chapitre 6 : « Nebi Musa, 1920 », p. 127-144, partiellement consultable sur googlebooks.
- Benny Morris, Histoire revisitée du conflit arabo-sioniste, Editions complexe, 2003  (ISBN 2-87027-938-8)

En particulier, la section « L'accord d'après-guerre et les premiers troubles palestiniens (1918-1921) », p. 104-124, consultable sur googlebooks.
- Neil Caplan, Palestine Jewry and the Arab Question, 1917-1925, Routledge, 1978  (ISBN 978-0-7146-3110-3).

En particulier, les chapitres « Jerusalem Riots, April 1920 », « Aftermath of the riots » and « San Remo and the End of the Military Administration », p. 57-67, partiellement consultable sur google.books.
- Walter Laqueur, A History of Zionism, Schocken Books, 2003  (ISBN 978-0-8052-1149-8).

En particulier la section « Postwar Tensions », p. 238-244.
- Howard Sachar, A History of Israel. From the Rise of Zionism to our Time, Knopf, 3e édition, 2007  (ISBN 978-0-375-71132-9).

En particulier, le chapitre « The end of the military regime, the reformulation of the mandate », p. 122-125.
- Daniel Monk, An Aesthetic Occupation: The Immediacy of Architecture and the Palestine Conflict, Duke University Press, 2001,  (ISBN 0-8223-2814-3).

En particulier, le chapitre 4 « Cataclysm and Pogrom - An Exergue on the Name of Violence », p. 73-83 partiellement consultable sur google.books.
- Marius Schattner, Histoire de la Droite israélienne : de Jabotinsky à Shamir, Édition Complexe, 1999,  (ISBN 2-87027-384-3).

En particulier, les pages 54-64 partiellement consultables sur google.books.
- Daniel Levine, The Birth of the Irgun Zvai Leumi - A Jewish Liberation Movement, Gefen Publishing house, 1991,  (ISBN 965-229-071-8).

En particulier, le chapitre 2 « The Rise of the Self-Defense Movement », p. 18-32.
- Samuel Katz, Battleground : Fact and Fantasy in Palestine, Taylor Productions, 2002  (ISBN 978-0-929093-13-0)..

En particulier les pages 63 à 66 où est détaillée la controverse autour de la collusion britannique.

#### Ouvrages traitant du sujet
- Isaiah Friedman, Riots in Jerusalem-San Remo Conference, April 1920, Scholars Review, 1988  (ISBN 0-8240-4911-X).

#### Documents d'époque
- 10 killed in Jerusalem, New York Times, 9 avril 1920.